# Occidozyga
Occidozyga es un género de anfibios anuros de la familia Dicroglossidae que se distribuyen por el Sudeste Asiático y el oeste de la Wallacea.

## Lista de especies
Se reconocen las siguientes según ASW:
- Occidozyga baluensis (Boulenger, 1896)
- Occidozyga celebensis Smith, 1927
- Occidozyga diminutiva (Taylor, 1922)
- Occidozyga floresiana Mertens, 1927
- Occidozyga laevis (Günther, 1858)
- Occidozyga lima (Gravenhorst, 1829)
- Occidozyga magnapustulosa (Taylor & Elbel, 1958)
- Occidozyga martensii (Peters, 1867)
- Occidozyga myanhessei (Kohler, Vargas, Than, and Thammachoti, 2021)
- Occidozyga semipalmata Smith, 1927
- Occidozyga sumatrana (Peters, 1877)
- Occidozyga tompotika[2] Iskandar, Arifin & Rachmansah, 2011
- Occidozyga vittata (Andersson, 1942)

## Publicación original
- Kuhl & Van Hasselt, 1822: Uittreksels uit breieven van de Heeren Kuhl en van Hasselt, aan de Heeren C. J. Temminck, Th. van Swinderen en W. de Haan. Algemeene Konst-en Letter-Bode, vol. 7, p. 99-104.